# テキサス魂
『テキサス魂』（The Cheyenne Social Club）は1970年のアメリカ合衆国の西部劇映画。ジーン・ケリー監督の作品で、出演はジェームズ・ステュアートやヘンリー・フォンダなど。

## キャスト
| 役名                        | 俳優                     | 日本語吹替                                                                                |
| 役名                        | 俳優                     | テレビ朝日版                                                                              |
| --------------------------- | ------------------------ | ----------------------------------------------------------------------------------------- |
| ジョン・オハンラン          | ジェームズ・ステュアート | 浦野光                                                                                    |
| ハーリー・サリバン          | ヘンリー・フォンダ       | 木村幌                                                                                    |
| ジェニー                    | シャーリー・ジョーンズ   | 小原乃梨子                                                                                |
| バーテン                    | ロバート・ミドルトン     | 今西正男                                                                                  |
| アンダーソン保安官          | アーチ・ジョンソン       | 増岡弘                                                                                    |
| ジェデダイア・W・ウィロビー | ダブス・グリア           | 杉田俊也                                                                                  |
| キャリー・バージニア        | ジャッキー・ラッセル     |                                                                                           |
| アニー・ジョー              | ジャッキー・ジョセフ     |                                                                                           |
| サラ・ジーン                | シャロン・ドゥボール     |                                                                                           |
| ネイサン・ポッター          | リチャード・コリア       |                                                                                           |
| チャーリー・バニスター      | チャールズ・タイナー     |                                                                                           |
| フォイ                      | J・パット・オマリー      |                                                                                           |
| 不明 その他                 | N/A                      | 渡辺知子 渡辺典子 沢田和子 川浪葉子 市川千恵子 雨森雅司 渡部猛 田中康郎 若本紀昭 清川元夢 |
| 日本語版スタッフ            |                          |                                                                                           |
| 演出                        | 演出                     | 春日正伸                                                                                  |
| 翻訳                        | 翻訳                     | 宇津木道子                                                                                |
| 効果                        | 効果                     | 赤塚不二夫                                                                                |
| 調整                        |                          |                                                                                           |
| 制作                        | 制作                     | 日米通信社                                                                                |
| 解説                        | 解説                     | 淀川長治                                                                                  |
| 初回放送                    | 初回放送                 | 1980年3月9日 『日曜洋画劇場』                                                             |

## スタッフ
- 監督・製作：ジーン・ケリー
- 製作総指揮・脚本：ジェームズ・リー・バレット
- 撮影：ウィリアム・クローシア
- 編集：エードリアン・ファザン
- 音楽：ウォルター・シャーフ